# Leporinus muyscorum
Leporinus muyscorum is een straalvinnige vissensoort uit de familie van de kopstaanders (Anostomidae). De wetenschappelijke naam van de soort is voor het eerst geldig gepubliceerd in 1900 door Steindachner.